# CSS Nashville (1864)
El CSS Nashville era una gran casamata de vapor con ruedas laterales construida por los confederados a finales de la Guerra Civil estadounidense.

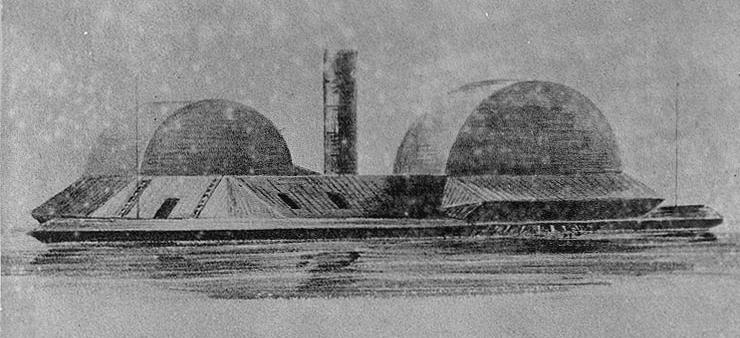
El CSS Nashville.

## Descripción
El barco tenía 271 pies (82,6 m) de largo total, tenía una manga de 62 pies 6 pulgadas (19,1 m) y un calado de 10 pies 9 pulgadas (3,3 m). Las ruedas laterales estaban impulsadas por dos motores de vapor con un diámetro de 9 pulgadas (229 mm) y una carrera de 36 pulgadas (914 mm). Estaba armado con tres cañones Brooke de 7 pulgadas (178 mm) y un obús de 24 libras.

## Construcción y carrera
El Nashville se estableció en Montgomery, Alabama, debido a la disponibilidad de motores para botes fluviales allí. Lanzada a mediados de 1863, Nashville fue llevada a Mobile, Alabama para su finalización en 1864. Parte de su armadura provino del CSS Baltic. Su primer comandante fue el teniente Charles Carroll Simms, CSN.
Aún preparada, no participó en la batalla de la bahía de Mobile el 5 de agosto de 1864. Ayudó a defenderse de los ataques en Spanish Fort, Alabama el 27 de marzo de 1865, apoyó al comandante confederado Randall L. Gibson hasta que fue expulsada por baterías federales y bombardeó tropas federales cerca de Fort Blakely el 2 de abril de 1865. Los barcos se retiraron por el río Tombigbee 10 días después, cuando Mobile se rindió. Fue una de las embarcaciones entregadas formalmente por el comodoro Ebenezer Farrand, CSN, en Nanna Hubba, Alabama, el 10 de mayo de 1865.
Aunque nunca terminó del todo, había sido fuertemente blindada con placas triples de 2 pulgadas hacia adelante y alrededor de su cabina del piloto, solo un grosor hacia atrás y se habían expresado algunas dudas de que sus constructores podrían haber sobrestimado su fuerza estructural. El contralmirante Henry K. Thatcher, USN, escribió el 30 de junio de 1865, después de la inspección: "Cuando se rindió, la atraparon y no es lo suficientemente fuerte para soportar el peso de su armadura completa". Estaba seguro de que "ella no podría vivir en una vía marítima".
Después de su rendición, el Nashville quedó en reposo hasta el 22 de noviembre de 1867, cuando fue vendida como chatarra en Nueva Orleans, Luisiana, ya que su armadura había sido previamente despojada para su reutilización en otras embarcaciones.

## Comandantes
- Teniente Charles Carroll Simms (1864)
- Teniente John W. Bennett (finales de 1864 - mayo de 1865)

## Galería

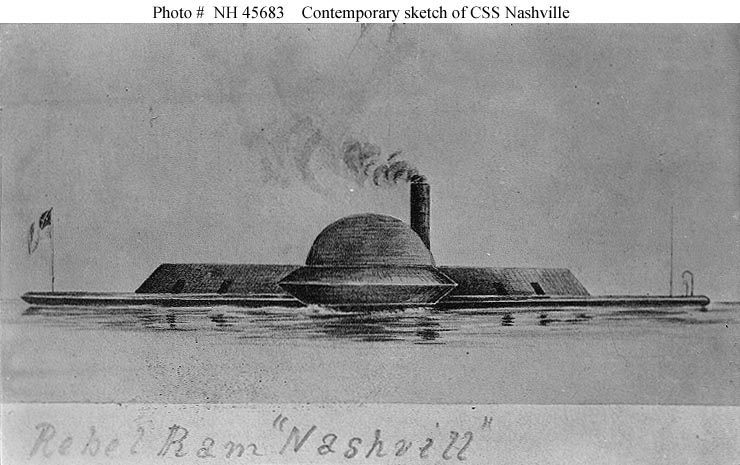
Bosquejo del ironclad CSS Nashville.